# 防府市消防本部
防府市消防本部（ほうふししょうぼうほんぶ）は、山口県防府市の消防部局（消防本部）。管轄区域は防府市全域。

## 概要
- 消防本部：防府市佐波2-11-25
- 管内面積：
- 職員定数：
- 消防署1箇所、出張所2箇所
- 主力機械（2006年4月1日現在）
  - 消防ポンプ自動車：11
  - 水槽付き消防ポンプ自動車：3
  - はしご付消防自動車：1
  - 化学消防自動車：3
  - 救助工作車：1
  - 指揮車：1
  - 資機材搬送車：2
  - 小型動力ポンプ付積載車：6
  - 小型動力ポンプ付水槽車：1
  - 救急自動車：5
  - その他：9

## 組織
- 本部 - 総務課、警防課、通信指令課、予防課
- 消防署

## 消防署
| 消防署       | 住所        | 出張所                               |
| ------------ | ----------- | ------------------------------------ |
| 防府市消防署 | 佐波2-11-25 | 南：大字西浦230-2 東：大字江泊1802-2 |